# Ljubov Sjarmaj
Ljubov Sjarmaj, född den 15 april 1956 i Charkov, Ukrainska SSR, Sovjetunionen, är en sovjetisk basketspelare som var med och tog OS-guld 1980 i Moskva. 